# Vadena
Vadena (németül: Pfatten) település Olaszországban, Trentino-Alto Adige régióban. Lakosainak száma 1094 fő (2023. január 1.). Vadena Appiano sulla Strada del Vino, Bolzano, Bronzolo, Caldaro sulla Strada del Vino, Laives, Ora és Termeno sulla Strada del Vino községekkel határos.